# Virus distrugător
 Virus distrugător  (titlu original: Hackers) este un film american din 1995 regizat de Iain Softley. Este creat în genurile dramatic, polițist, SF, thriller, de aventură. Rolurile principale au fost interpretate de actorii Jonny Lee Miller, Angelina Jolie, Renoly Santiago, Laurence Mason, Matthew Lillard, Jesse Bradford, Lorraine Bracco și Fisher Stevens.  Scenariul este scris de Rafael Moreu. A devenit un film idol.

## Distribuție
- Jonny Lee Miller - Dade Murphy / "Zero Cool" / "Crash Override"
- Angelina Jolie - Kate Libby / "Acid Burn". Regizorul a avut audiții cu Hilary Swank, Heather Graham și Liv Tyler pentru acest rol, în cele din urmă rolul i-a fost acordat Angelinei Jolie. Anterior rolul l-a primit actrița Katherine Heigl, dar din cauza angajamentelor anterioare față de Under Siege 2: Dark Territory (1995), a trebuit să refuze.[3]
- Renoly Santiago - Ramόn Sánchez / "The Phantom Phreak"
- Matthew Lillard - Emmanuel Goldstein / "Cereal Killer".
- Laurence Mason - Paul Cook / "Lord Nikon"
- Jesse Bradford - Joey Pardella
- Fisher Stevens - "The Plague" / Eugene Belford
- Lorraine Bracco - Margo Wallace
- Alberta Watson - Lauren Murphy
- Penn Jillette - Hal
- Wendell Pierce - U.S. Secret Service Special Agent Richard Gill
- Marc Anthony - U.S. Secret Service Special Agent Ray
- Michael Gaston - U.S. Secret Service Special Agent Bob
- Felicity Huffman - Prosecuting Attorney
- Max Ligosh - young Dade

## Producție
Cheltuielile de producție s-au ridicat la 20 de milioane $.

## Lansare și primire
A avut încasări de 7,5 milioane $.

## Coloana sonoră

### Hackers: Their Only Crime Was Curiosity: Original Motion Picture Soundtrack
1. "Original Bedroom Rockers" – Kruder & Dorfmeister
2. "Cowgirl" – Underworld
3. "Voodoo People" – The Prodigy
4. "Open Up" – Leftfield (featuring John Lydon)
5. "Phoebus Apollo" – Carl Cox
6. "The Joker" – Josh Abrahams
7. "Halcyon + On + On" – Orbital
8. "Communicate" (Headquake Hazy Cloud Mix) – Plastico
9. "One Love" – The Prodigy
10. "Connected" – Stereo MCs
11. "Eyes, Lips, Body" (Mekon Vocal Mix) – Ramshackle
12. "Good Grief" – Urban Dance Squad
13. "Richest Junkie Still Alive" (Sank Remix) – Machines of Loving Grace
14. "Heaven Knows" – Squeeze

### Hackers²: Music From and Inspired by the Original Motion Picture "Hackers"
1. "Firestarter" (Empirion mix) – The Prodigy
2. "Toxygene" – The Orb
3. "Little Wonder" (Danny Saber Dance Mix) – David Bowie
4. "Fire" – Scooter
5. "Narcotic Influence 2" – Empirion
6. "Remember" – BT
7. "Go" – Moby
8. "Inspection" (Check One) – Leftfield
9. "Cherry Pie" – Underworld
10. "To Be Loved" (Disco Citizens R&D Edit) [Mix] – Luce Drayton
11. "Speed Freak" (Moby Remix) – Orbital
12. "Get Ready to Bounce" (Radio Attack) – Brooklyn Bounce
13. "Off Shore" (Disco Citizens Edit) – Chicane
14. "Original" – Leftfield

### Hackers³: Music From and Inspired by the Original Motion Picture "Hackers"
1. "Why Can't It Stop" – Moby
2. "Godspeed" (BT Edit Mix) – BT
3. "Absurd" (Whitewash Mix) – Fluke
4. "Quiet Then" – Cloak
5. "I Am Fresh" – Monkey Mafia
6. "Phuture 2000" (radio edit) – Carl Cox
7. "An Fhomhair" – Orbital
8. "Fashion" (Ian Pooley Mix) – Phunky Data
9. "Psychopath" (Leftfield Mix) – John Lydon
10. "Stop & Panic" – Cirrus
11. "Strong in Love" – Chicane
12. "Hack the Planet" – Brooklyn Bounce
13. "Diskette" – Simon Boswell
14. "Launch Divinci" – Simon Boswell